# Boelardus van Boelens

Wapen

Boelardus van Boelens (1667, Beetsterzwaag-  6 april 1730, Opsterland) was een Nederlandse luitenant van een compagnie ruiters uit het geslacht Van Boelens.

## Biografie
Boelardus werd in 1667 geboren te Beetsterzwaag als zoon van Broer Boelens en Ebeltie Mangadan. Hij trouwde op 1 februari 1694 in Wijnjeterp, Opsterland met zijn nicht Ypkjen van Hemminga. Ypckjen was eerder voor de kerk getrouwd geweest met Johannes Rombertus Siercksma. Boelardus en Ypkjen kregen twee kinderen: Ayzo van Boelens en Wiegerus Ambrosius van Boelens. Boelardus werd op 8 september 1701 benoemd tot luitenant in de compagnie van ritmeester Hemmema. In Smallingerland werd de Luitenantslaan (Lutenantsloane) naar Boelardus vernoemd.